# Efecto yo-yo

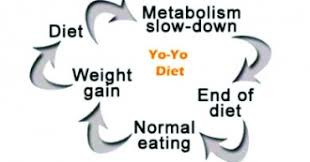
Esta imagen describe los pasos del efecto Yo-yo.

Se denomina efecto yo-yo, dieta yo-yo, o efecto de rebote a un ciclo marcado por pérdida y recuperación sucesiva del peso corporal como consecuencia de una dieta hipocalórica excesiva. El término "dieta yo-yo" fue acuñado por Kelly D. Brownell, de la Universidad de Yale, en referencia al movimiento cíclico de ascenso y descenso de un Yo-yo. En este proceso, la persona que realiza la dieta tiene éxito inicialmente en perder peso, pero no tiene éxito en el mantenimiento del peso a largo plazo y comienza a ganar peso nuevamente. La persona sujeta a dieta, intenta perder el peso recuperado, y el ciclo comienza nuevamente.

## Causas
Las razones que conducen a las dietas yo-yo son variadas, pero a menudo incluyen embarcarse en una dieta hipocalórica que es demasiado extrema. Al principio, la persona que realiza la dieta puede experimentar júbilo ante la pérdida de peso y orgullo de su rechazo a los alimentos. Con el tiempo, sin embargo, los límites impuestos por tales dietas extremas provocan efectos tales como la depresión o la fatiga que hacen muy difícil mantener la dieta. En última instancia, la persona se retrotrae a sus antiguos hábitos alimenticios, ahora con los efectos emocionales adicionales de haber fallado en bajar de peso mediante una dieta restrictiva. Tal estado emocional induce a muchas personas a comer más de lo que ingerían antes de comenzar la dieta, haciendo que se recupere rápidamente de peso.

## Efectos sobre la salud
Este tipo de dieta se asocia con la privación extrema de alimentos como sustituto de una dieta apropiada y técnicas de ejercicio. Como resultado, la persona que realiza la dieta puede perder tanto masa muscular como grasa durante la fase inicial de pérdida de peso (son precisos ejercicios con pesas para mantener la masa muscular). Después de completar la dieta, es probable que la persona experimente la respuesta del cuerpo frente al hambre, que conduce a la ganancia rápida de peso mediante el desarrollo de solo grasa. Este es un ciclo que cambia la proporción entre grasa y músculos en el cuerpo, uno de los factores más importantes en la salud. Un estudio realizado con ratas indicó que las dietas de tipo a yo-yo darían origen a mayor aumento de peso una vez que se las termina.
Sin embargo, a partir de 1994, la investigación elaborada por Atkinson et al. (1994) demostró que "no hay efectos adversos de los ciclos de aumento-descenso de peso en la composición corporal, metabolismo de reposo, la distribución de grasa corporal, o futura pérdida de peso exitosa", y que no hay suficientes pruebas que vinculen factores de riesgo de enfermedad cardiovascular que dependan directamente de dietas cíclicas. La dieta yo-yo extrema puede tener consecuencias emocionales y físicas debido a la tensión de quien intenta bajar de peso rápidamente. La satisfacción inmediata de perder el peso con el tiempo da paso a los antiguos hábitos alimenticios que causan aumento de peso y malestar emocional.
Dado que "no hay una definición única del peso comprometido en ciclos de dieta [que] pueda ser demostrado," es casi imposible para la investigación sacar conclusiones específicas acerca de la reales efectos de la dieta cíclica, hasta que sea analizada con mayor detalle.

Por otro lado, un estudio realizado en las Sesiones Científicas de la Asociación Americana del Corazón [6]en el año 2014, reveló que cerca del 60% de las personas que llevaban dietas para la pérdida rápida de peso, construidas sin la suficiente evidencia científica, terminaba con osteoporisis y desequilibrios hormonales, y que el riesgo de daño al corazón es alto.
Igualmente, otros estudios presentados por el Hospital Memorial de Rhode Island [7] y la Fundación Brtitánica para el Corazón [8], indica que las personas que se han sometido a este tipo de dietas, presentan un mayor riesgo de ataques al corazón, que quienes no lo han hecho. 
Por todos estos peligros asociados a este tipo de dietas de choque, lo más recomendable para bajar de peso es procurar una alimentación sana y equilibrada, que incluya los 3 macronutrientes, algo de ejercicio regular y una revisión continua de los malos hábitos que condujeron al sobrepeso.